# Dezső József (festő)
Dezső József (Budapest, 1935. január 16. – Budapest, 1995. július 13.) festőművész.

## Életútja
1954 és 1957 között a Magyar Iparművészeti Főiskolán, 1957 és 1960 között a Magyar Képzőművészeti Főiskolán tanult, mesterei Bernáth Aurél és Kmetty János voltak.

## Díjak, elismerések
- 1963-1966: Derkovits-ösztöndíj
- 1983: Országos Portrébiennálé ezüstdiploma, Hatvan.

## Egyéni kiállítások
- 1964 • Fiatal Művészek Klubja, Budapest
- 1967 • Magyar Intézet, Szófia
- 1968 • Miskolci Galéria, Miskolc
- 1971 • Ernst Múzeum, Budapest
- 1982 • Csontváry Terem, Pécs

## Válogatott csoportos kiállítások
- 1975 • Hat festő, Hatvani Galéria. Hatvan
- 1976 • Hat festő, Magyar Nemzeti Galéria, Budapest (kat.) • Vásárhelyi Őszi Tárlatok • Szegedi Nyári Tárlatok, Szeged stb.

## Művek közgyűjteményekben
- Damjanich János Múzeum, Szolnok
- Magyar Nemzeti Galéria, Budapest
- Sárospataki Képtár, Sárospatak
- Tornyai János Múzeum, Hódmezővásárhely

## Köztéri művei
- Szgrafittó, Balástya, általános iskola.